# Formica gravida
Formica gravida är en myrart som beskrevs av Oswald Heer 1850. Formica gravida ingår i släktet Formica och familjen myror. Inga underarter finns listade i Catalogue of Life.